# 러시아 축구 연합
러시아 축구 연합(러시아어: Российский Футбольный Союз, РФС; Russian Football Union, RFU)은 러시아의 축구 협회이다. 러시아 제국 시대였던 1912년에 설립된 전러시아 축구 연합이 전신이며 "러시아"란 이름으로 탄생한 것은 소비에트 연방이 해체된 1992년부터이다.
러시아 축구 연합은 러시아 프리미어리그를 비롯한 축구 리그를 조직 및 관리하고, 러시아 축구 국가대표팀의 관리를 한다. 본부는 수도인 모스크바에 위치해 있다. 러시아가 탄생하기 전인 1917년부터 1992년까지는 소비에트 연방 축구 협회가 관리를 했었다.

## 같이 보기
- 러시아 축구 리그 시스템
- 러시아 축구 국가대표팀
- 러시아 여자 축구 국가대표팀